# 浮滨文化
浮滨文化是指分布于粤东、闽南区域内的一处以长颈大口尊、圈足豆、带流壶等釉陶器与直内戈、三角矛、凹刃镑等石器和少数几种青铜工具兵器为基本组合的考古学文化。是南方地区中受到中原商周文化强烈影响的早期青铜文化。
浮滨文化遗址的年代稍后于后山文化遗址，距今3400—2900年（相当于商朝中后期至西周前期）。主要分布于榕江、韩江与闽南的九龙江、晋江流域，刚好与现代闽南语系分布区域相同。

## 发现
浮滨文化遗物最初于20世纪30-40年代由意大利麦兆汉神父在陆豐採集得到。50-60年代粤东、闽南考古工作中也曾发现同一类遗物，但当时并没有将之区分为一个独立的考古文化形态。
到1974年，在饶平县浮滨区桥头乡的塔仔金山和联饶区深涂乡的顶大埔山分别发现了一批石器、陶器。共清理了21座墓葬，在《广东饶平县古墓发掘简报》中已指出其具有鲜明的独特风格。此后20多年里，在潮汕地区又发现和发掘了几十处同一文化形态的遗址。直到20世纪90年代，学者们才将这一独立的考古学文化类型定名为“浮滨文化”。

## 性质
中原商文化通过江西吴城文化为中介对浮滨文化产生影响。但浮滨文化仍然是一种面貌独特的土著文化。

## 经济形态
- 浮滨人已经踏入青铜文化门槛，但青铜文化并不发达，石器仍在生活、生产中大量使用。
- 能制作大型陶器，大口尊。掌握了施釉技术，能够生产施釉陶器。
- 粮食生产已有较大的规模，采用迁移式的耕作方法，
- 发展海上交通和贸易，在环珠江口地区发现一些浮滨文化遗物。

## 社会形态
- 尚武 
在男性浮滨人的墓葬中，随葬品一般带有武器。
- 等级社会 
从墓葬的形制和随葬品数量上以及出土有石质牙璋可以看出当时社会中存在着明显的等级差别。

## 文化形态
一些刻画符号的出现在陶器上，通常为单个存在，所以难确认为文字，但使用符号这一行为本身，就已说明浮滨文化已发展到一定的水平。
- 陶豆，浮滨文化，1974年饶平浮滨桥头乡出土
- 陶壶，浮滨文化，1974年饶平浮滨桥头乡出土

## 外部參考
- 黄挺 《潮汕史》上册 2001年  广东人民出版社
- 潮汕与浮滨文化 （页面存档备份，存于）